# کارلووا ستودانکا
کارلووا ستودانکا (به چکی: Karlova Studánka) یک منطقهٔ مسکونی در جمهوری چک است که در شهرستان برونتال واقع شده‌است.